# قانون ضد پینکرتون
قانون ضد پینکرتون (به انگلیسی: Anti-Pinkerton Act) در 5 USC 3108 موجود است و هدف از آن محدود کردن دولت ایالات متحده آمریکا (و همچنین ناحیه کلمبیا) از استخدام و به‌کارگیری کارمندان شرکت کارآگاهان خصوصی پینکرتون یا سازمان‌های مشابه است. در حقیقت، دولت ایالات متحده مشتری بزرگی برای خدمات نگهبانی خصوصی است و در گذشته از پیمانکاران نظامی خصوصی استفاده می‌کرده‌است.

## بیانیه قانون
بدین ترتیب هیچ‌کدام از کارمندان آژانس کارآگاهی پینکرتون یا آژانس مشابهی در هیچ‌یک از خدمات دولتی یا هر مأموریتی در منطقهٔ کلمبیا کار نخواهند کرد.